# Mario Notaro
Mario Notaro (7 mei 1950) is een Italiaanse voetbaltrainer. Hij werkt voor Sporting Charleroi als assistent-coach. Daarvoor was hij ook meerdere keren hoofdtrainer, maar dat was telkens maar voor een korte periode.

## Carrière
Notaro coachte de belofte ploeg van 2000 tot 2009, maar was al sinds 1994 als jeugdcoach aan de slag bij de club. Hij werd van 1 tot 20 november 2009 aangesteld als interim-coach van het eerste team en keerde daarna terug naar het belofte ploeg. Hij viel in de loop van de jaren verschillende keren in als interim-coach of iets langere periode. Hij is ook verschillende keren aangesteld als assistent.